# Scandia A/S
Die Firma Scandia A/S war eine dänische Lokomotiv- und Waggonfabrik mit Sitz in Randers.

## Geschichte
Das Unternehmen wurde von dem britischen Baukonsortium Peto, Brassey and Betts – dem Erbauer der ersten Eisenbahnstrecken in Jütland – unter dem Namen Hvide Mølle gegründet. Hvide Mølle stellte zunächst Personen- und Güterwagen für das nordjütländische Eisenbahnnetz her, sämtliche Fahrzeuge der 1862 eröffneten Bahnstrecke Randers–Aarhus stammten aus Randers.
1870 kaufe Frederick James Rowan die Firma, die 1876 in eine Aktiengesellschaft unter dem Namen Scandia A/S umgewandelt wurde. Die Produktpalette wurde erweitert und erfasste neben Eisenbahn-Produkten auch Landmaschinen, Waschmaschinen und Kutschen. Unter Rowans Sohn William Robert Rowan, ebenfalls Leiter des Unternehmens und Erfinder des Rowanzuges, wurden die ersten Rowanwagen gebaut, die später u. a. von Borsig in Berlin in Lizenz gebaut wurden.

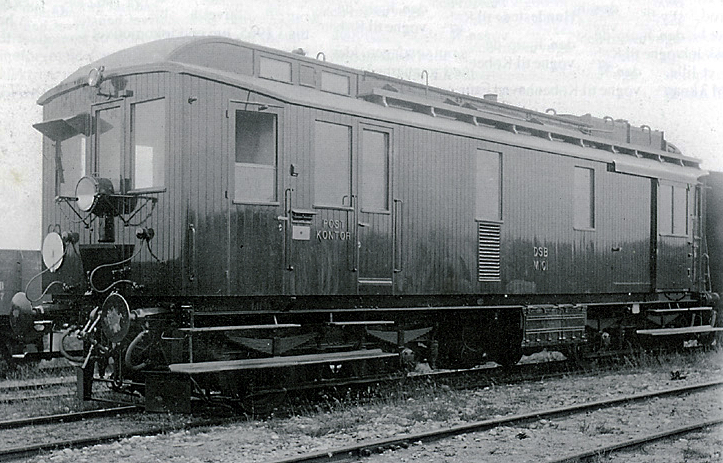
DSB MT 101 (1927)

In den 1890er Jahren geriet das Unternehmen erstmals in eine Krise und musste finanziell aufgefangen werden. Als Rettung ging eine Bestellung von 246 Güterwagen, fünf Gepäckwagen und sieben Drehgestellwagen für die Dänischen Staatsbahnen (DSB) ein. Scandia wuchs daraufhin und bezog ein neues Firmengelände im Stadtteil Udbyhøjvej. 1906 fusionierte das Unternehmen mit dem einzigen inländischen Konkurrenten Vulcan. Dadurch gelang es Scandia 1914, alleiniger Lieferant der DSB zu werden. Verbunden war dies mit der Vereinbarung, dass die Staatsbahnen ab 1929 das Recht hatten, die Fabrik und den damals vorhandenen Lagerbestand für einen 1914 festgelegten Betrag zu übernehmen.

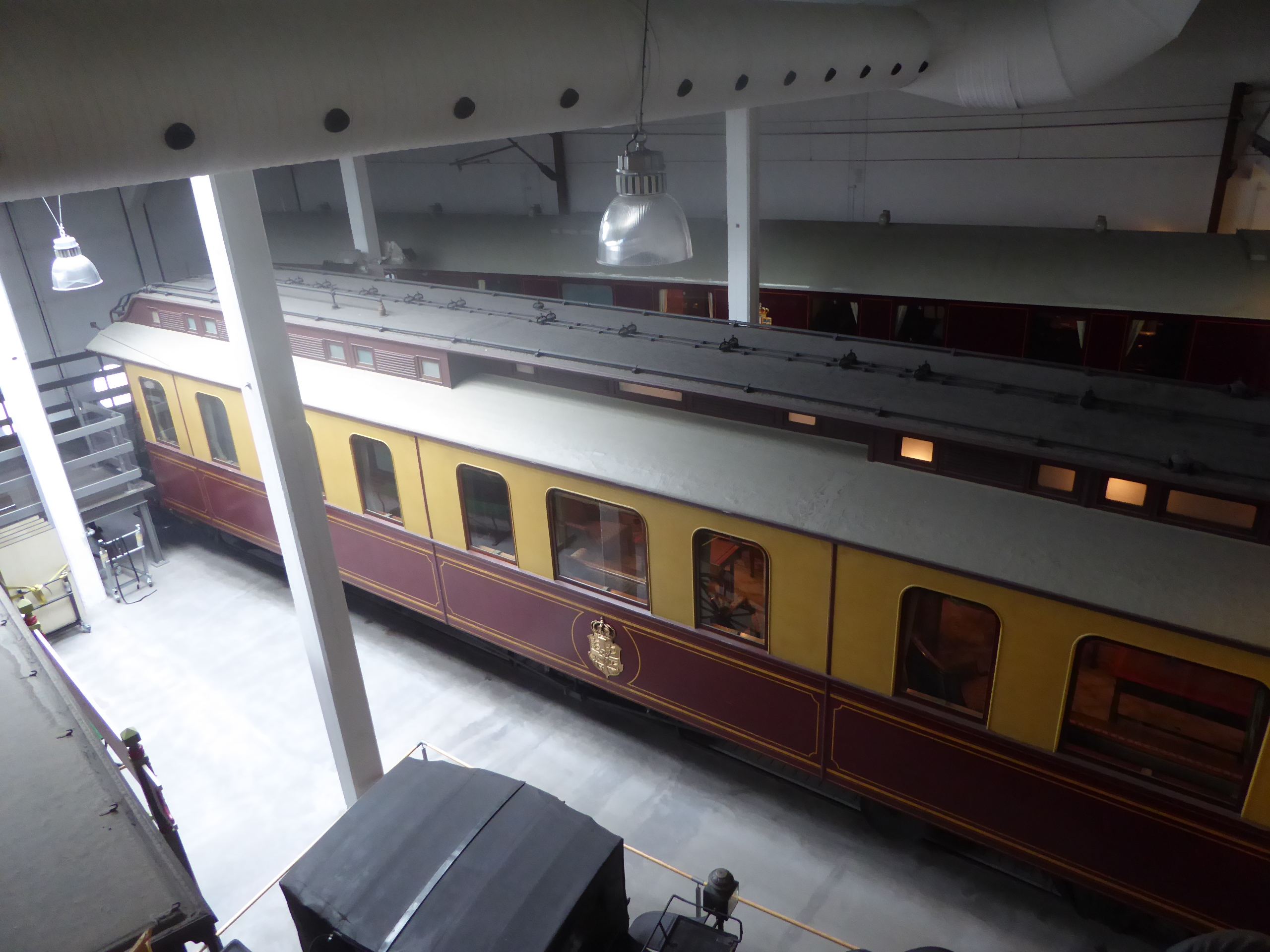
Hofsalonwagen DSB S 8

Die DSB machten 1929 jedoch keinen Gebrauch von ihrem Vorkaufsrecht – möglicherweise aufgrund der mangelnden Modernisierung des Unternehmens. Stattdessen kaufte der Odenser Industrielle Thomas B. Thrige die Fabrik im Folgejahr zu den gleichen Konditionen wie die Staatsbahnen. Ein neues Sägewerk, ein Magazin, eine Schmiede und eine Tischlerwerkstatt wurden eingerichtet und der Maschinenpark modernisiert. Für die Mitarbeiter wurden neue Umkleide- und Baderäume sowie eine Kantine errichtet. Bis in die 1960er Jahre hinein erlebte Scandia eine rasante Entwicklung.
Als bedeutendste Waggonfabrik des Landes oblag dem Unternehmen die Fertigung der königlichen Hofsalonwagen DSB SA 8 und DSB S (II) 1.

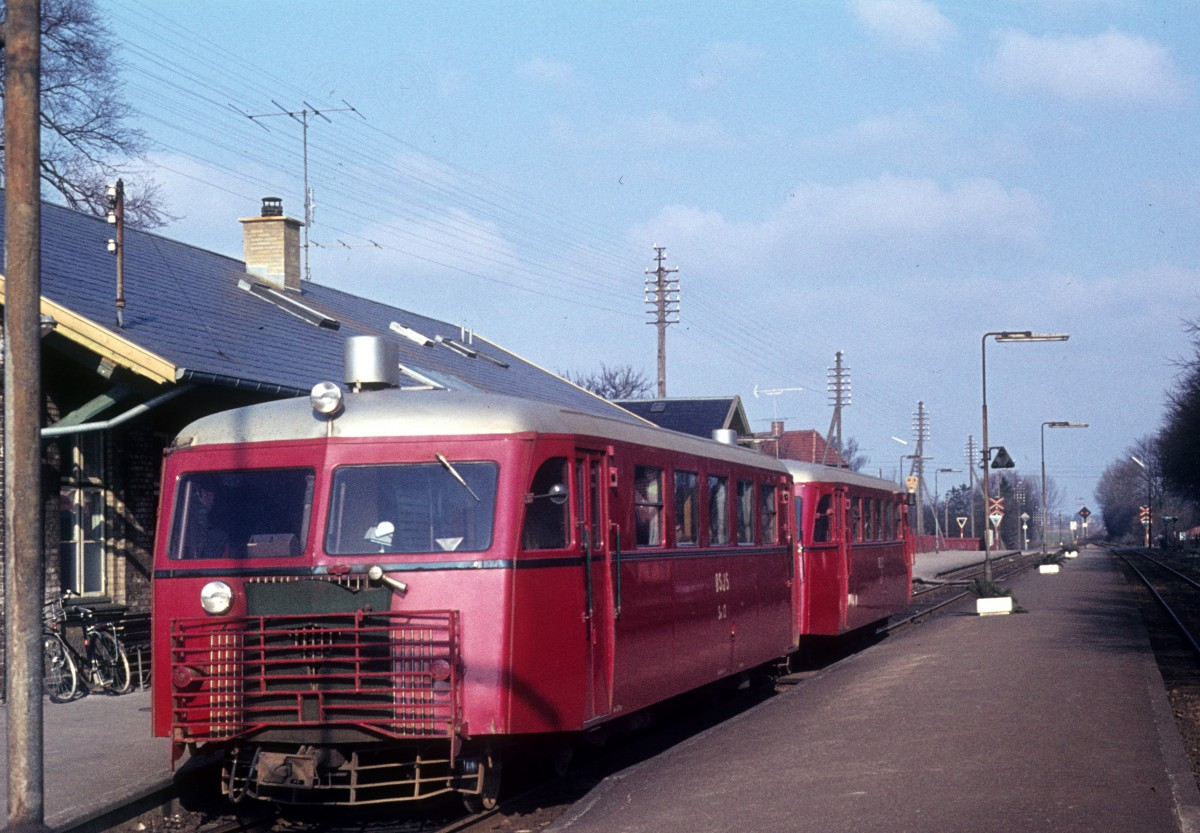
Scandia-Schienenbus der Baureihe SM

In den 1920er und 1930er Jahren leistete die Firma in Zusammenarbeit mit Frichs Pionierarbeit beim Bau von Diesellokomotiven und Triebwagen mit Verbrennungsmotor, 1924 entstand als erstes Fahrzeug ein Triebwagen mit elektrischer Kraftübertragung. 1927 wurden mit den DSB M 101–106 die ersten dänischen Diesellokomotiven gefertigt. Zu den bekanntesten Fahrzeuge dieser Epoche zählen die Lyntog-Triebwagen DSB MS/MB sowie die Baureihen DSB MP und DSB MO. in den Jahren 1947 bis 1952 wurden für dänische Privatbahnen die Schienenbusse der Baureihe SM hergestellt.
1961 verfügte Scandia über rund 900 Mitarbeiter.
Im Jahr 1986 wurde der Name der Firma in Ascan Scandia A/S geändert, 1990 übernahm ABB im Zuge einer erneuten Sanierung des Unternehmens 51 % der Aktien, die Firma wurde in ABB Scandia umbenannt. In den 1980er und 1990er Jahren fertigte das Unternehmen unter anderem die IC3-Triebzüge (Baureihe MF) sowie die Elektrolokomotiven der Baureihe DSB EA. Bei den IC3-Zügen kam zu Problemen in der Fertigung und daraus resultierende Lieferverzögerungen, die den Ruf des Unternehmens gefährdeten und die Übernahme durch ABB notwendig machten.
1996 fassten ABB und Daimler ihre gesamte Eisenbahnproduktion in einer gemeinsamen Tochtergesellschaft ABB Daimler-Benz Transportation zusammen, der Name wurde in Adtranz Denmark A/S geändert. 1999 übernahm DaimlerChrysler die Aktien von ABB, ABB Daimler-Benz Transportation wurde daraufhin zu DaimlerChrysler Rail Systems. 2001 übernahm Bombardier die kompletten Aktien von DaimlerChrysler. Der neue Name des Unternehmens wurde Bombardier Transportation Denmark A/S. Mit dem Unternehmen ging in der Folgezeit stetig bergab. 2014 wurde die Fabrik, in der zum Schluss lediglich 45 Personen beschäftigt waren, geschlossen.